# Todeskurve (Isergebirge)

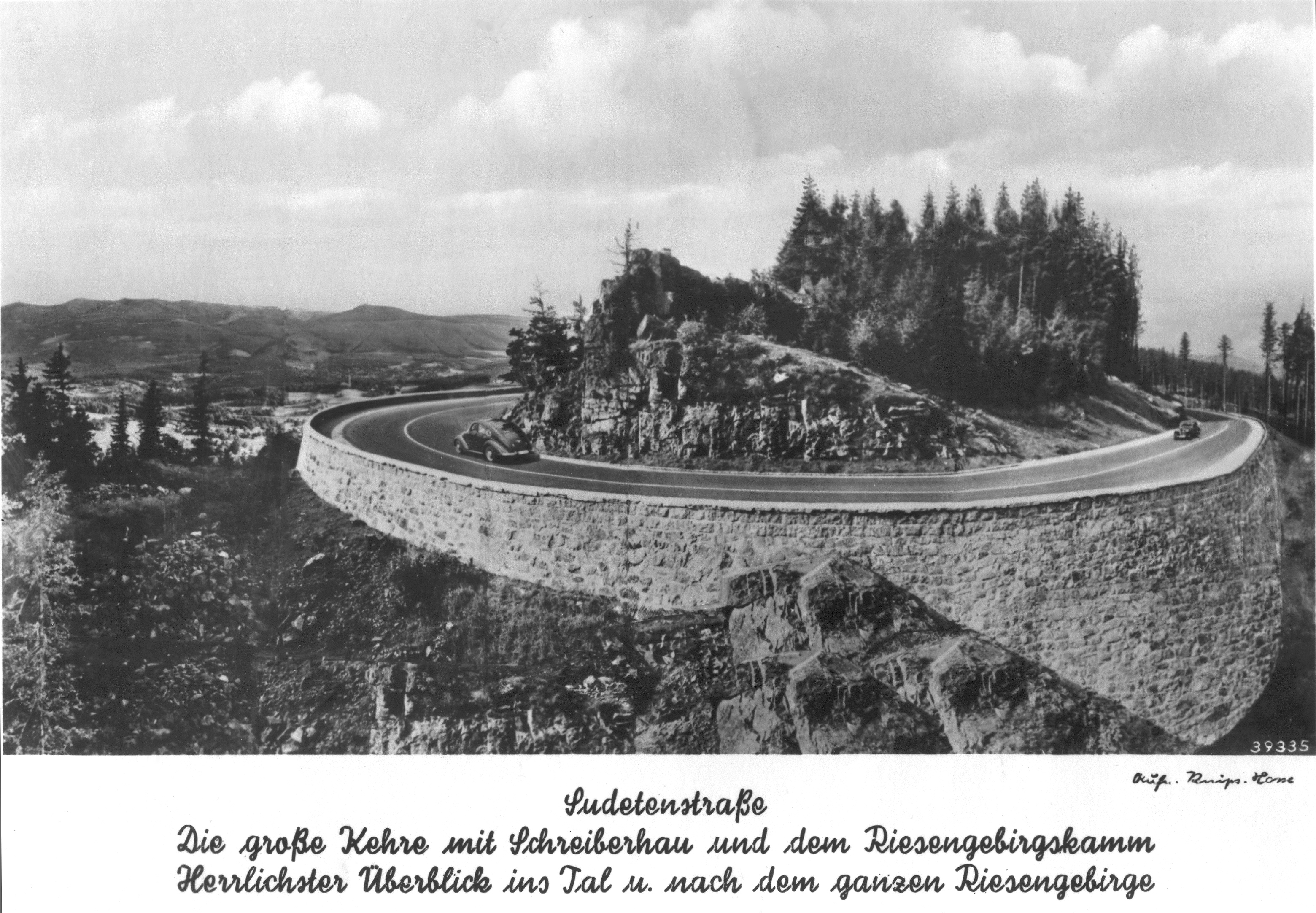
Große Kehre und Moltkefels um 1940

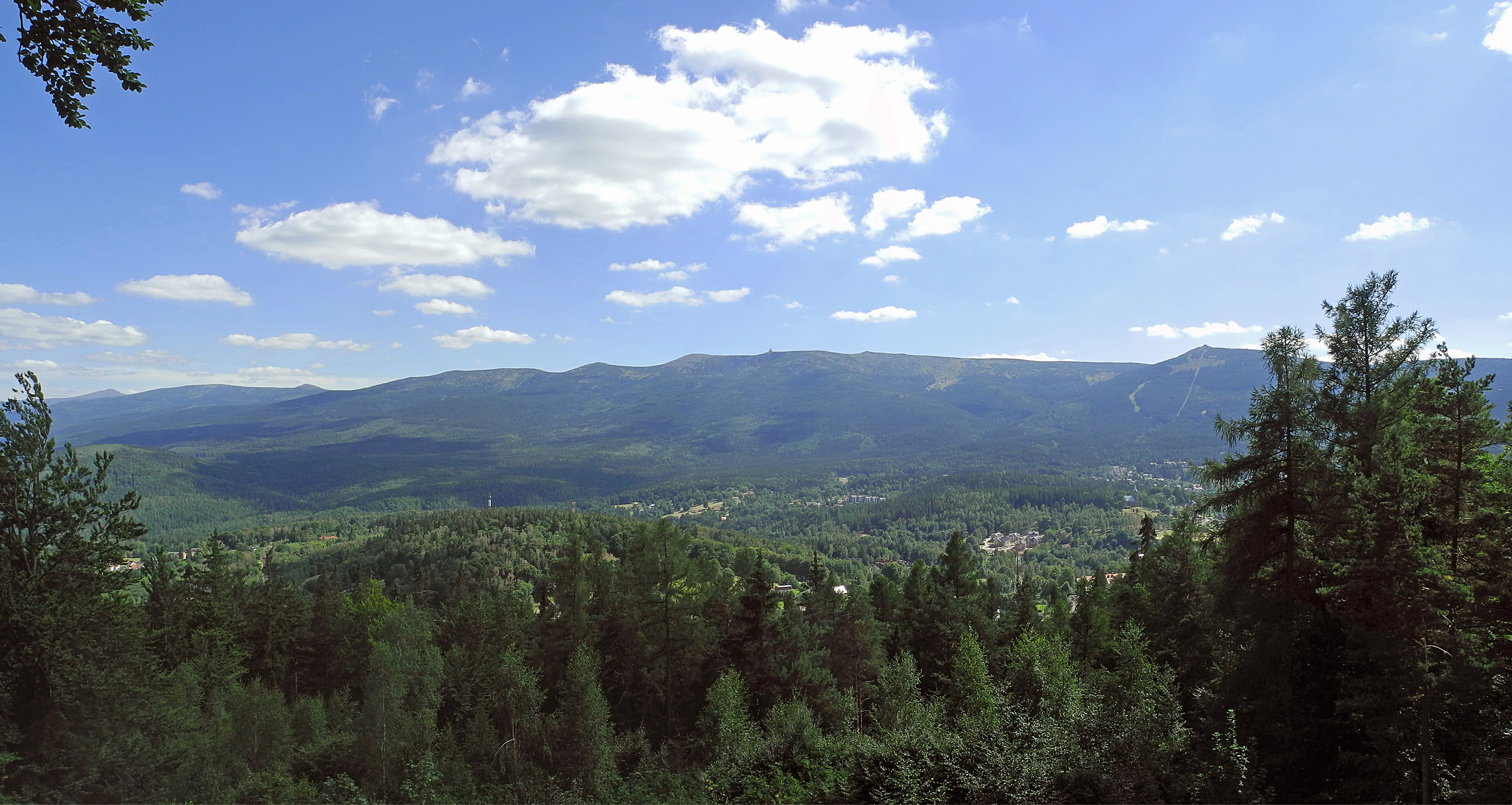
Blick von der Todeskurve nach Szklarska Poręba

Todeskurve, auch Große Kehre (polnisch Zakręt Śmierci; schlesisch Gruße Kurve) ist ein Aussichtspunkt an einer Felsformation aus Granit im östlichen Teil des polnischen Isergebirges an der Gemeindegrenze zwischen Szklarska Poręba (Schreiberhau) und Stara Kamienica (Altkemnitz) in der Woiwodschaft Niederschlesien. Um die Skały Władysława (Moltkefels) führt die Sudetenstraße (DW 358) in einer Haarnadelkurve.

## Lage
Die Todeskurve liegt östlich der Czarna Góra im östlichen Teil des Hohen Iserkamms. 

## Name
Die Straße wurde in den 1930er Jahren gebaut. Bereits in den 1930er Jahren kam es hier zu zahlreichen tödlichen Unfällen. Der größte Unfall ereignete sich hier 1945, als mehrere mit Soldaten der Roten Armee beladene Militärfahrzeuge hier in die Tiefe stürzten. Die Einzelheiten des tragischen Vorfalls wurden nie publik gemacht.

## Tourismus
Zur Todeskurve führt ein gelb markierter Weg von Piechowice über die Zbójnickie Skałki und weiter auf den Wysoki Kamień (Hochstein). An den Felsen befinden sich mehrere größere Parkplätze.